# Мавис (лунный кратер)
Кратер Мавис (лат. Mavis) — маленький ударный кратер в западной части Моря Дождей на видимой стороне Луны. Название дано по шотландскому женскому имени и утверждено Международным астрономическим союзом в 1976 г. 

## Описание кратера
Ближайшими соседями кратера являются кратер Каванту на западе;  Шарль на севере и кратер Аннегрит на юго-востоке. На юге-юго-востоке от кратера Мавис находится пик Ла Гира, на северо-востоке — гряда Циркеля. 
Селенографические координаты центра кратера 29°46′ с. ш. 26°22′ з. д. / 29,76° с. ш. 26,36° з. д., диаметр 1,1 км, глубина 0,1 км.
Кратер имеет чашеобразную форму и является самым большим в небольшой цепочке из трех кратеров. Высота вала над окружающей местностью составляет 40 м, объем кратера составляет приблизительно 0,04 км³. По морфологическим признакам кратер относится к типу ALC (по названию типичного представителя этого класса — кратера Аль-Баттани C).

## Сателлитные кратеры
Отсутствуют.